# Лысун Бата
Лысун Бата (лат. Pomatoschistus bathi) — вид лучепёрых рыб из семейства бычковых (Gobiidae). Распространены в прибрежных районах Средиземного моря от Испании до Турции, а также в Мраморном море. В начале XXI века вид отмечен в Чёрном море. Видовое название дано в честь немецкого ихтиолога Ганса Уолтера Бата (англ. Hans Walter Bath). 

## Биология
Лысун Бата — морская придонная рыба, обитает в прибрежных водах над песчаными и гравийными грунтами на глубине до 12 м. Заходит в солоноватые воды эстуариев.